# Nacionalni park Khangchendzonga
Nacionalni park Khangchendzonga, ranije poznat kao Nacionalni park Kangchenjunga, je nacionalni park smješten u samom središtu Himalaja, uz planinu Kangchenjunga (treću po visini u svijetu s 8.585 m), po kojoj je dobio i ime; u indijskoj državi Sikkim. Nacionalni park Khangchendzonga je 2016. godine upisan na na UNESCO-ov popis mjesta svjetske baštine u Aziji jer mitološke priče povezane s velikim brojem prirodnih elemenata ove planine (špilje, rijeke, jezera, itd.) predstavljaju predmet obožavanja urođenika u Sikkimu, te su integrirani s budističkim vjerovanjima i predstavljaju osnovu sikimskog identiteta.
Nacionalni park Khangchendzonga ima površinu od od 1784 km² i osnovan je 1977. godine. Nadmorska visina u parku ima raspon od 1829 m do 8585 m i jedan je od rijetkih visinskih nacionalnih parkova Indije. Na sjeveru se nastavlja na Državni rezervat prirode Qomolangma u Tibetu, a na istoku na Zaštićeno područje Kanchenjunga u Nepalu.
Park posjeduje jedinstvenu raznolikost ravnica, dolina, jezera, ledenjaka (kao što je Zemu ledenjak) i spektakularnim, snježnom kapom prekrivenim planinama sa stoljetnim šumama.
Područje je i dom crvene pandi i drugim planinskim životinjama kao što su mošusni jelen, snježni leopard i himalajski tar, pticama (njih oko 550 vrsta) i biljkama.
- Ledenjak Zemu ispod Kangchenjunge
- Budističke zastave na GuruDongmar jezeru
- Vransko jezero s vrhom Chomoyummo u pozadini
- Slap sedam sestara

## Vanjske poveznice
- Neslužbena stranica parka Kaziranga (engl.) Posjećeno 11. kolovoza 2016.
- Goecha La: In search of Kangchenjunga by George Thengummoottil (engl.) Posjećeno 11. kolovoza 2016.